# Camille Gutt
Camille Gutt (Camille Guttenstein, n. 14 noiembrie 1884 - d. 7 iunie 1971) a fost un economist și un politician belgian. Din 6 mai 1946 și până în 5 mai 1951, el a fost directorul general al Fondului Monetar Internațional, fiind prima persoană care a îndeplinit această funcție de conducere. Gutt a fost de asemenea și arhitectul planului de reformă monetară care a facilitat redresarea economiei belgiene după Al Doilea Război Mondial.

## Tinerețea
Născut în Bruxelles, el a fost fiul lui Max Guttenstein și al lui Marie-Paule Schweitzer. Tatăl lui s-a mutat în Belgia din Austro-Ungaria în anul 1877 și a devenit un cetățean belgian în 1886. Camille Gutt a urmat liceul la Ateneul Regal din Ixelles. Mai târziu, a obținut un doctorat în studii juridice și o diplomă de master în științe politice și sociale de la Université Libre de Bruxelles (ULB).

## Cariera
Camille Gutt a lucrat pentru mai multe companii, cum ar fi Société Générale de Belgique și Empain Groupe, dar și în politică. În timpul Primului Război Mondial, el a lucrat pentru Georges Theunis, iar din 1920 și până în 1924 a fost șef al cabinetului. Camille Gutt a fost ministru de finanțe al Belgiei între anii 1934-1935 și 1939-1940, ministru al finanțelor, apărării, economiei și traficului între 1940 și 1942, ministru de finanțe și economie între anii 1942-1943, și din nou ministru al finanțelor în perioada 1943-1944.
Gutt a fost responsabil pentru salvarea francul belgian, înainte și după Al Doilea Război Mondial. Înainte de război, el a salvat moneda belgiană prin transferarea secretă a rezervelor de aur ale Băncii Naționale Belgiene la îndemnurile naziste. După război, el a stabilizat francul belgian și inflația devansată cu ceea ce încă mai este cunoscut sub numele de operațiunea Gutt. Camille  a jucat de asemenea un rol major în forjarea Beneluxului, iar prin aceasta a contribuit la formarea Uniunii Europene.